# Préliminaires
Préliminaires - album studyjny Iggy’ego Popa wydany 2 czerwca 2009
Płyta jest zainspirowana książką Michela Houellebecqa La Possibilité d'une île (Możliwość Wyspy). Zamierzeniem Popa było stworzenie rodzaju muzycznego opisu książki.
Utwory składające się na płytę różnią się zdecydowanie od wcześniejszych kompozycji Iggy’ego Popa. Na płycie można usłyszeć muzykę nawiązującą do jazzu nowoorleańskiego i utworów Louisa Armstronga. Część utworów jest wykonywana w języku francuskim.
Autorką oprawy graficznej płyty jest Marjane Satrapi.

## Lista utworów
1. Les feuilles mortes - 3:55
2. I Want to Go to the Beach - 2:53
3. King of The Dogs- 2:02
4. Je sais que tu sais - 3:12
5. Spanish Coast - 3:59
6. Nice to Be Dead - 2:49
7. How Insensitive - 3:03
8. Party Time - 2:08
9. He's Dead / She's Alive - 2:00
10. A Machine for Loving - 3:16
11. She's a Business - 3:11
12. Les feuilles mortes (Marc's Theme) - 3:53

## Twórcy
- Iggy Pop - śpiew, gitara
- Hal Cragin - gitara, gitara basowa, instrumenty perkusyjne
- Jon Cowherd - fortepian
- Kevin Hupp - instrumenty perkusyjne
- Tim Ouimette - trąbka